# Disque aubagé monobloc
Pour les articles homonymes, voir DAM.

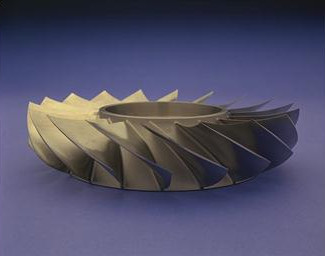
Un disque aubagé monobloc

Un disque aubagé monobloc (DAM), ou en anglais : « blisk » (mot-valise réunissant blade et disk), est un élément monobloc de turboréacteur (partie compresseur ou turbine) constitué des aubes et du disque d'aubes.. Un disque aubagé monobloc est habituellement réalisé par usinage d'un bloc homogène de métal, mais l'impression 3D est une solution alternative. Cette solution représente une économie de poids par rapport à la méthode plus ancienne qui consiste à assembler des aubes sur un moyeu usiné séparément.
Les disques aubagés monobloc sont le plus souvent employés dans des turboréacteurs, comme le Pratt & Whitney F119 qui propulse le Lockheed Martin F-22 Raptor, le Rolls-Royce Trent XWB qui équipe l'A350 ou encore le M88 produit par SNECMA qui équipe les avions Rafale.